# Castello dell'Innominato
Il castello dell'Innominato, storicamente noto come rocca di Vercurago, è una fortificazione risalente al XIII secolo posizionata su un'altura al confine tra i comuni di Lecco e Vercurago. Secondo la tradizione popolare lo scrittore Alessandro Manzoni, nel suo romanzo I promessi sposi, si ispirò a questa rocca per ambientare la residenza dell'Innominato.
Il castello sorge sul Tremasasso, un'altura di roccia calcarea alle pendici del monte Magnodeno abitata sin dalla prima età del ferro dalla cultura di Golasecca. Probabilmente di origine alto medievale, nel XIII secolo il castello fu di proprietà della famiglia dei Benaglio, vassalli dei Della Torre di Milano per poi entrare a far parte dei possedimenti della Repubblica di Venezia dopo la pace di Lodi. Con l'arrivo degli spagnoli in Lombardia il castello fu incorporato assieme alla Malanotte e a Somasca nel Ducato di Milano, mentre Vercurago rimase alla Repubblica di Venezia. Il castello fu distrutto più volte e dopo essere stato raso al suolo nel 1799 durante la campagna italiana di Suvorov e venne parzialmente ricostruito dai padri somaschi sul finire del XIX secolo.
Nella torre del castello è ospitata la rappresentazione scultorea di un episodio della vita san Girolamo Emiliani, ultima di una serie di cappelle presenti nel complesso religioso del Sacro Monte di Somasca.

## Storia

### La funzione strategica nell'antichità

Mappa del territorio intorno alla rocca e alla chiusa (colore rosso)

A sud della città di Lecco l'Adda riprende il suo corso come unico emissario del lago di Como, dopo un breve tratto il fiume si allarga, originando prima il lago di Garlate e subito dopo il lago di Olginate. In questo territorio il fiume è posto al centro di una vallata che ha sulla destra orografica il monte Barro e il Colle di Brianza, mentre sulla sinistra i monti del gruppo del Resegone: il Magnodeno e un lungo contrafforte di cui fanno parte il monte Tesoro e il monte Linzone. In particolare, il Magnodeno declina progressivamente dalle pendici del Resegone verso il lago di Garlate per poi terminare a Vercurago nel pizzo di Vicciarola. In questo punto si protende in direzione del lago il Tremasasso, un'altura che si eleva dal suolo per circa 200 metri e che dà luogo a una chiusa, uno stretto passaggio compreso tra la rupe e il lago.
In questo contesto topografico la cima del Tremasasso si trova in una posizione particolarmente strategica. Dalla cima dell'altura si ha infatti la visuale su tutte le vie d'acqua della vallata: l'Adda, i suoi bacini e l'estremo meridionale del lago di Como.  Dalle sponde della chiusa invece è possibile esercitare il controllo del traffico fluviale e lacuale nei pressi dello stretto tra il lago di Garlate e il lago di Olginate. Inoltre dal punto di vista delle vie terrestri la chiusa funge da passaggio obbligato per i percorsi diretti in Valsassina, nodo cruciale per l'accesso all'Alto Lario e quindi al raggiungimento della Valtellina e dei passi alpini nel territorio dei Grigioni.
Due scavi condotti dal museo archeologico di Lecco nel 1988, a riprova dell'importanza strategica del luogo, identificarono sul Tremasasso la presenza di un insediamento golasecchiano risalente all'età del ferro, abitato continuativamente tra il IX e il V secolo a.C. Nel sito archeologico furono rinvenuti dei frammenti di ceramica comune, alcuni dei quali risalenti addirittura all'XI secolo a.C. (ultima fase dell'età del bronzo) e afferenti alla cultura del Protogolasecca. Gli scavi portarono alla luce anche le fondazioni in pietra dell'insediamento, la cui struttura originaria fu compromessa in epoca moderna a causa del recupero di materiale da costruzione per la vicina rocca. Il ritrovamento di frammenti in concotto però ha permesso di ipotizzare la presenza di abitazioni costruite su fondamenta di pietra e costituite da pareti di graticci di canne coperti d'argilla.
Il ritrovamento di una frammento di ceramica di provenienza attica, e il posizionamento dell'insediamento lungo la via pedemontana che collegava i centri di Como e Bergamo testimoniano che nel V secolo a.C. gli abitanti del villaggio intrattenessero floridi rapporti commerciali con gli Etruschi di Forcello, importante piazza commerciale nei pressi di Mantova. L'arrivo nel IV secolo a.C. dei Galli Senoni però destabilizzò il sistema commerciale etrusco verso le valli alpine, causando così l'abbandono dell'insediamento sul Tremasasso.
In epoca romana dalla cima del Tremasasso, oltre alle vie d'acqua, si aveva il controllo di due importanti strade: la via Speluca, diretta verso il passo dello Spluga e le cave di marmo di Varenna e Ogliasca, e la via Bergomum-Comum, che collegava Como e Bergamo e attraversava l'Adda con un ponte sullo stretto tra il lago di Garlate e il lago di Olginate. Data l'importanza strategica del luogo e i reperti archeologici rinvenuti nelle località vicine lungo le due direttrici, è plausibile che già in epoca romana nei pressi della rocca fosse presente una torre di avvistamento e un presidio militare.

### La fortificazione del confine
In epoca altomedievale, durante il Regno Longobardo, l'Adda fu scelto come confine naturale tra l'Austrasia e la Neustria. Le terre vicine al fiume furono dunque riunite in un unico distretto militare alle dirette dipendenze del re, anziché dei ducati. La linea di confine tra le due regioni si mantenne anche in seguito all'arrivo dei Franchi e nell'892 il re d'Italia Guido II di Spoleto ne affidò il controllo a Corrado, capostipite dei conti di Lecco. In questo periodo le terre lungo l'Adda andarono incontro al fenomeno dell'incastellamento: è infatti testimoniata la presenza di fortificazioni a Lecco, Lavello, Capiate, Airuno e Brivio. Non è quindi da escludere l'ipotesi per cui anche il sito della rocca fosse provvisto di una qualche struttura difensiva.
Nell'XI secolo i territori lungo l'Adda intorno alla comunità di Lecco entrarono nelle pertinenze dell'Arcidiocesi di Milano e del suo vescovo, nonostante la Diocesi di Bergamo reclamasse come suo confine il fiume basandosi su un testamento, poi rivelatosi falso, attribuito al conte di Lecco Attone. Nel XII secolo, con lo sviluppo dei comuni medievali, il borgo di Lecco incluse nel suo contado la pieve di Mandello e identificò come suo confine meridionale la chiusa tra il lago di Garlate e l'altura della rocca. La possibilità che la chiusa fosse fortificata già nel XII secolo è fornita da un documento del 1167 per cui i comuni di Bergamo, Milano e Cremona si impegnarono a non costruire nuovi castelli e torri lungo l'Adda fino alla «fines de Leuco» ovvero al confine meridionale di Lecco, che è quindi possibile fosse già militarizzato all'epoca dell'accordo.
A partire dal 1170 però le mire espansionistiche del comune di Milano causarono la contesa delle valli alpine con Como, che nel 1096 fu costretta a consentire ai milanesi la gestione comune della torre di Olonio, nodo fondamentale per l'ingresso in Valtellina e Valchiavenna. Queste lotte interessarono anche il borgo di Lecco, che dovette cedere al controllo di Milano la pieve di Mandello. Verso la fine del XII secolo e l'inizio del XIII, per difendersi dai milanesi, il comune di Lecco fortificò le sue frontiere, iniziando così la costruzione del muro di confine della chiusa. Nonostante ciò nel 1252, dopo lunghi scontri iniziati trentatré anni prima, Lecco si arrese definitivamente alla città ambrosiana.
La chiusa costituiva anche il confine settentrionale della Valle San Martino, un territorio sulla sponda idrografica sinistra dell'Adda esteso fino a Pontida, alle pendici del monte Canto. Nel XIII secolo la valle era sotto la giurisdizione della diocesi ambrosiana, inserita nel contado milanese e infeudata ai capitanei di Vimercate, nonostante il comune di Bergamo, così come la diocesi, da secoli ne reclamassero la sovranità. Con una norma statuaria data 2 luglio 1253 il comune di Bergamo specificò il confine settentrionale del proprio contado identificandolo con le valli alpine comprese tra Sarnico a est, e la chiusa di Lecco «clusa de Leuco» a ovest. Nello stesso documento inoltre si impose al podestà cittadino di eleggere quattro magistrati per supervisionare i limiti del contado e quindi procedere al rinforzo delle frontiere.

### L'attività militare della rocca
Nella seconda metà XIII secolo Martino Della Torre, del partito guelfo, fu proclamato signore di Milano e con suo fratello Filippo perseguì una politica espansionistica che consentì alla Signoria di Milano di sottomettere Bergamo nel 1264. I Della Torre, già in guerra con la famiglia ghibellina dei Visconti, infeudarono la Valle San Martino alla famiglia bergamasca dei Benaglio, che anche dopo la battaglia di Desio del 1277 e la vittoria di Ottone Visconti su Napoleone Della Torre continuarono a parteggiare per il partito guelfo. In questo contesto Filippo Benaglio, in alleanza con le guarnigioni comasche di Tignacca Parravicini, riconquistò Lecco nel 1282 sottraendone il controllo ai Visconti per circa due anni. Questi conflitti si fermarono temporaneamente il 2 aprile 1286 con la pace di Lomazzo, nella quale fu confermata per la prima volta in un documento scritto l'esistenza rocca di Lecco «rocheta de Leuco», che rimase tra i possedimenti dei Benaglio almeno fino al 1296, quando Lecco fu distrutta da Matteo I Visconti dopo essere stata ripresa dai Della Torre.
La guerra contro i Visconti proseguì anche nel XIV secolo con Guido Della Torre, che assunto il controllo della Signoria di Milano nel 1302 ne fu estromesso nove anni dopo dall'imperatore Enrico VII; tra i beni del suo testamento del 1312 figurava la rocca di Lecco. I Visconti imposero sulla Valle San Martino una forte pressione fiscale, che combinata con la rivalità tra guelfa e ghibellina provocò per tutto l'arco del XIV secolo numerosi scontri tra le due fazioni. Come riportato negli statuti comunali di Lecco della seconda metà del XIV secolo, la rocca della chiusa «rocha de la cluxa» perse parzialmente la sua funzione militare e fu riadattata a dogana e nel 1367 il suo controllo fu assegnato al castellano Bonino de Mussis di Crema. Nel 1392 la chiusa costituì il confine tra il comune di Rossino, all'epoca esteso su tutte le terre dei Benaglio, e Lecco, saldamente in mano viscontea. Per diminuire gli scontri al confine il passaggio fu reso libero per gli abitanti di Chiuso, Cornedo, Vercurago e Somasca che probabilmente detenevano proprietà su entrambi i lati del confine.
Alla morte di Gian Galeazzo Visconti, primo duca di Milano, Pandolfo III Malatesta approfittò del vuoto di potere per costituire una propria signoria nella Lombardia orientale. Impadronitosi nel 1404 di Brescia, entrò poi a Bergamo e a Lecco, dove trovò il sostegno dei guelfi della Valle San Martino e governò fino al 1418. Per il 1416 è documentata la presenza di un castellano e cinque soldati al servizio del Malatesta nella rocca di Lecco.
Con lo scoppio delle guerre di Lombardia tra il Ducato di Milano e la Repubblica di Venezia, la Valle San Martino colse l'occasione per sottrarsi al dominio visconteo e nel 1426 si consegnò spontaneamente a Venezia. La rocca riacquistò quindi la propria funzione militare, diventando fondamentale per la penetrazione veneziana verso l'Alto Lario, fu quindi rinominata rocca di Vercurago «roce Vercuradi» e tra il 1431 e il 1432 fu rinforzata e abitata dai primi castellani veneti: Berto di Noale, Uberto Donati e Nigrino di Clusone. Nel 1440 tornò di nuovo sotto il controllo milanese per poi essere ripresa dai veneziani l'anno successivo con la pace di Cremona. La rocca costituì anche un fondamentale punto di appoggio per la tentata conquista di Lecco del 1447; nell'inverno del 1453 resistette all'assedio di Bartolomeo Colleoni e nel 1454, dopo la nomina del castellano vercuraghese Pagnone de Locadello, con la pace di Lodi la rocca passò dagli Sforza ai veneziani.
Subito dopo la pace di Lodi le guarnigioni del Colleoni, nel frattempo passato a Venezia, si stanziarono nella rocca, che in questo periodo fu chiamata arce di Vercurago «arx de Vercurago». Le continue tensioni tra Milano e Venezia la rocca fu considerata oltre che come confine anche come punto strategico per un'eventuale nuova avanzata veneziana verso l'Alto Lario e per alcuni decenni costituì il campo base per le scorrerie del Colleoni. Un particolare momento di tensione si verificò nel 1479, quando a Lecco i Benaglio fomentarono una protesta a favore di Venezia durante i lavori di rinforzo delle mura cittadine, la rocca fu quindi messa in stato d'allerta e rifornita di munizioni.

### La distruzione e le controversie di confine

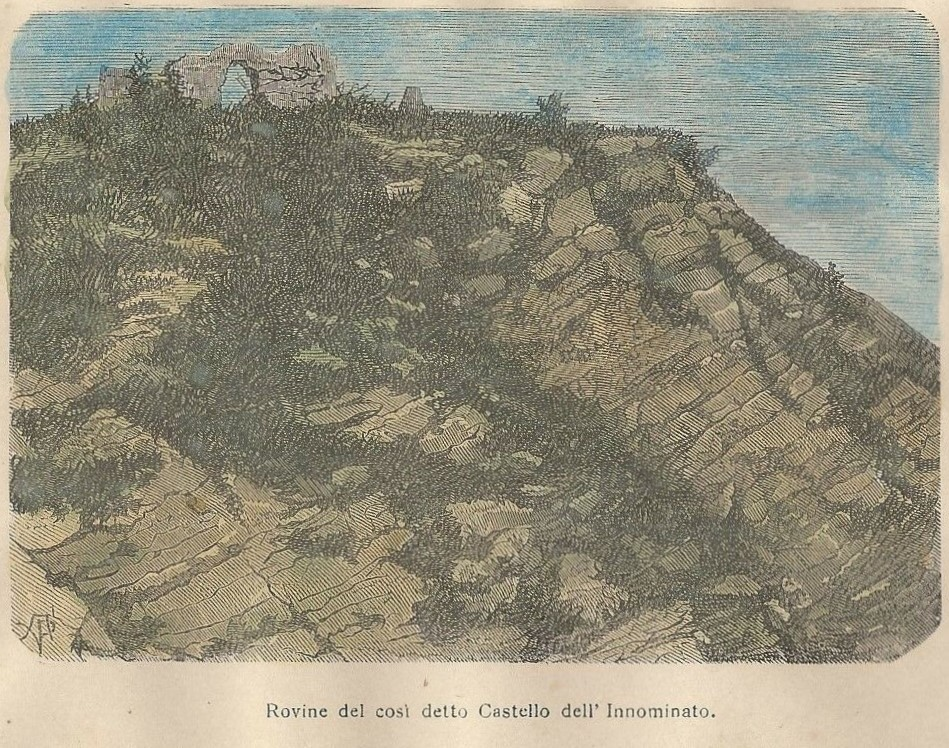
Il castello dell'innominato in una litografia del 1874 come appariva prima del restauro

Il 15 aprile 1509 in seguito alla Lega di Cambrai le truppe francesi e brianzole guidate da Carlo II d'Amboise (governatore di Milano dal 1500 al 1510) distrussero buona parte del castello con il pretesto che le mura della rocca, essendo già danneggiate, erano troppo pericolose per il borgo sottostante. In questo periodo all'interno dei ruderi del castello venne istituita una dogana. La popolazione locale se ne servì successivamente come fonte di materiale da costruzione, fatto che ha pesantemente alterato il complesso nei secoli modificando gran parte della struttura originaria. Nel 1529 viene organizzata da Gian Giacomo Medici un'invasione della bergamasca ed è in questa occasione che suo fratello, Battista Medici, decide di restaurare il castello ormai in rovina, azione che però venne impedita dall'esercito veneto. Da questo momento il castello passerà al Ducato di Milano anche se San Girolamo Emiliani utilizzò il castello nel 1534 per ospitare gli orfanelli nel quale aprì una scuola di grammatica e una specie di seminario dove si alternavano lo studio, il lavoro agricolo, attività di rilegatura e il tornio. Inoltre vi stabilì delle strutture create dalla congregazione dell'ordine dei chierici regolari di Somasca. Essendo un territorio conteso tra due Stati vennero posizionati dei cippi. I cippi ancora esistenti al castello dell'Innominato indicano il limite delle appartenenze. L'attuale resto era in territorio di Milano assieme alla taverna della Malanotte e alla strada proveniente da Chiuso, mentre una parte del prato, il versante che sovrasta il santuario, la zona dell'eremo, la scala santa e gli accessi da questi luoghi al castello stesso erano in territorio veneto. 
Con la firma della pace di Lodi del 1454 fu stabilito il confine tra il Ducato di Milano e la Repubblica di Venezia, che fu poi meglio precisato e definito nel corso del XVI secolo. Controllato da un ristretto numero di sentinelle il confine partiva da un terrapieno nel Lago di Garlate per poi proseguire con due muraglioni distanti tra loro circa duecentocinquanta passi, verso la rocca di Somasca. Lungo il confine i veneziani disponevano di alcuni sbarramenti simili a dei cavalli di Frisia per chiudere repentinamente il confine nel caso scoppiasse un'epidemia. Nel XVII secolo la rocca era già inservibile per scopi militari ed era provvista di una croce di ferro sulla torre principale. Tra il XVI e il XVIII secolo si registrarono lungo il confine una serie di scontri dovuti allo sconfinamento sia da parte milanese che bergamasca. Tra questi contenziosi si annoverano furti di legna e bestiame spesso causa di scontri a fuoco che terminavano con morti e feriti. In questo periodo lungo il confine della rocca erano anche attivi bravi e contrabbandieri oltre a criminali, anche assassini, che espatriavano per poi rimanere spesso impuniti.

### I padri somaschi e la conservazione del sito
Il 26 ottobre 1628 il castello venne ceduto dalla famiglia Limonta di Vercurago ai Padri somaschi. Il castello venne definitivamente distrutto durante la guerra tra Napoleone e l'Austria. Nel 1802 Napoleone decide di unire i comuni di Somasca e Vercurago in un unico comune assegnando anche la rocca al mandamento di Bergamo e alla Diocesi di Bergamo. Tra l'Ottocento e il novecento il castello subì diversi rimaneggiamenti, venne costruita una croce ferrea, sul luogo di una preesistente croce cinquecentesca, dedicata nel 1976 al cappellano di guerra Giovanni Battista Pigato, appartenente all'ordine dei chierici regolari di Somasca e sepolto nel piccolo cimitero de "la Valletta". Dal 22 ottobre 2017 il castello ospita l’esposizione permanente “La Rocca dell’Innominato tra paesaggio, storia e letteratura”. Nel dicembre 2019 si sono svolti i lavori di restauro del complesso.

## Descrizione

### Struttura

La pianta del castello:
1) Prato d'ingresso
2) Cappella di Sant'Ambrogio
3) Crocione
4) Cappella di San Girolamo

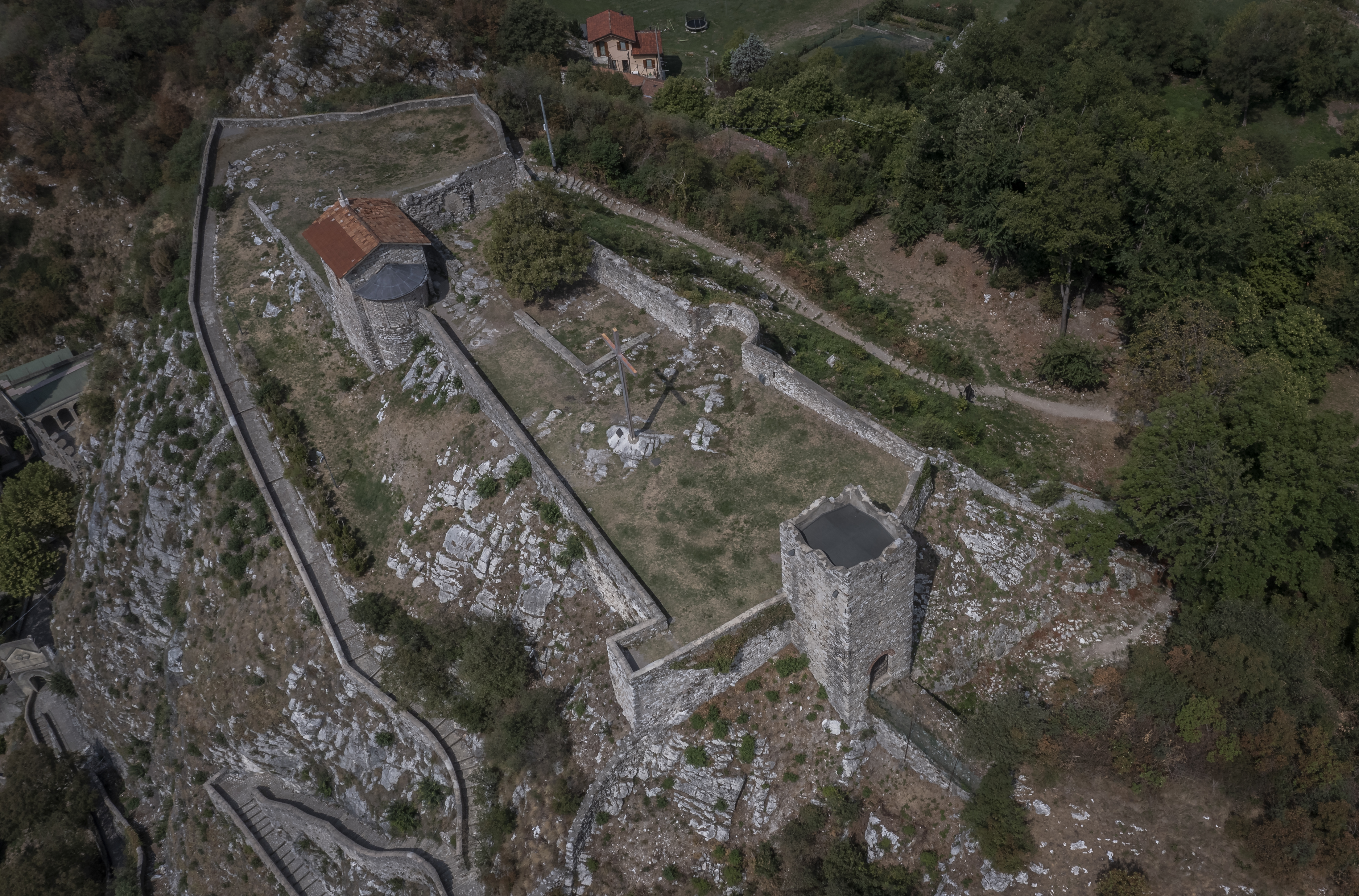
Il castello dall'alto

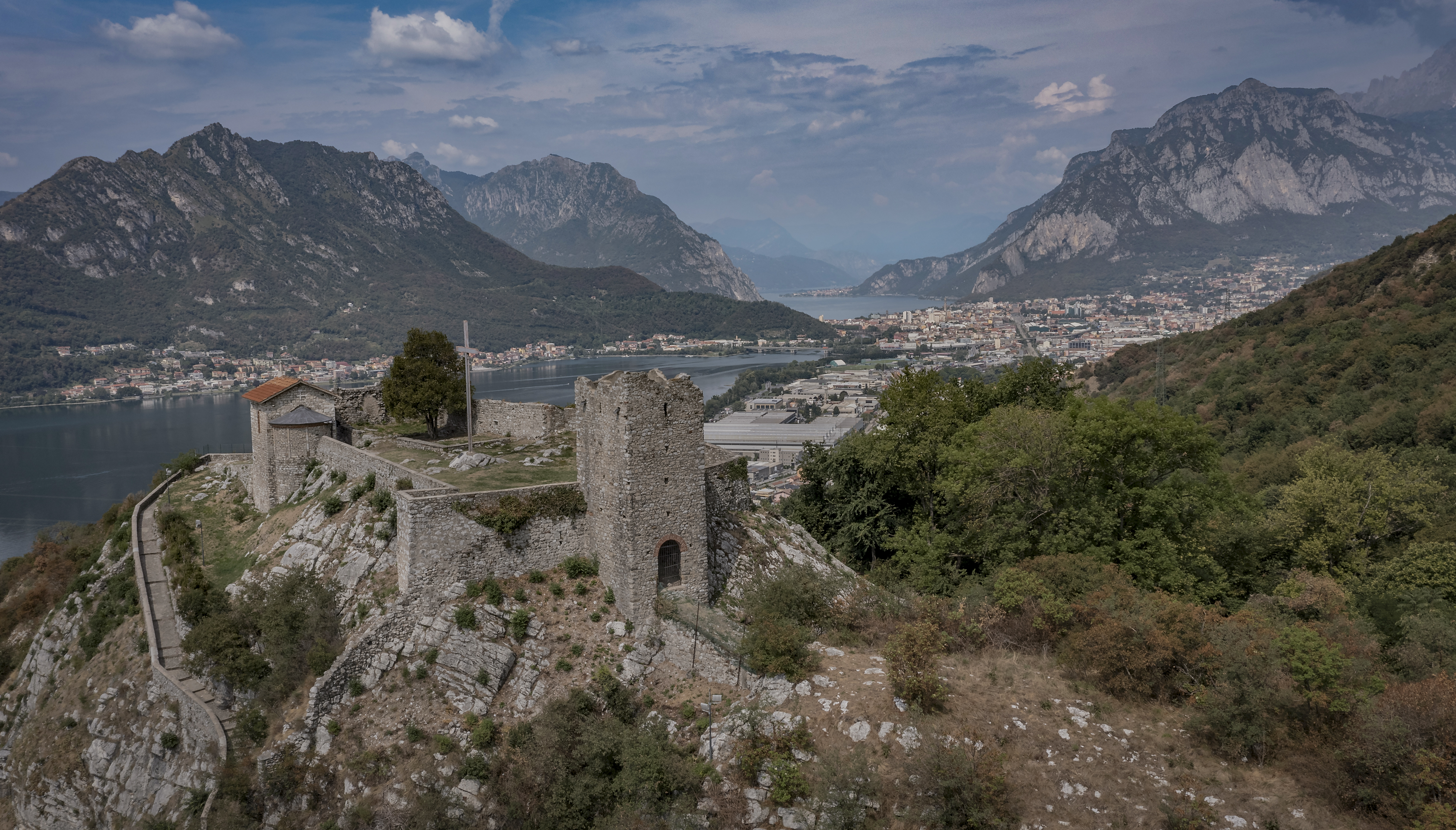
Vista su Lecco e il castello dell'Innominato

Per giungere al castello dell'Innominato passando da "la Valletta" è necessario percorrere una scalinata di 150 gradini scavata nella roccia e realizzata dall'architetto don Antonio Piccinelli nel 1898 seguendo le tracce di una scala di origine medievale, è anche possibile aggirare il Sacro Monte di Somasca tramite una via più antica detta via di sass. Giunti nel prato all'ingresso del castello è presente un cippo di confine settecentesco anticamente utilizzato per la divisione tra la Repubblica di Venezia e il Ducato di Milano e che oggi funge da confine per i comuni di Vercurago e Lecco.
L'ingresso è costituito dalla cappella di Sant'Ambrogio, un edificio di origine medievale ricostruito dall'architetto Antonio Piccinelli nel 1895, e da un muro parzialmente originale che sviluppa lungo il perimetro sinistro del castello e in cui si notano gli sfregi delle cannonate del 1799 lasciate dai cannoni russi. Sul muro di fondo si trova una la cappella di San Girolamo, undicesima delle cappelle del Sacro Monte di Somasca e realizzata all'interno di una torre ricostruita nel 1897 dal Piccinelli così come il muro perimetrale alto circa 1,10 m. All'interno del castello è presente un crocione in ferro risalente alla fine del XIX secolo dedicato dagli Alpini al cappellano di guerra Giovanni Battista Pigato.

#### Cappella di Sant'Ambrogio

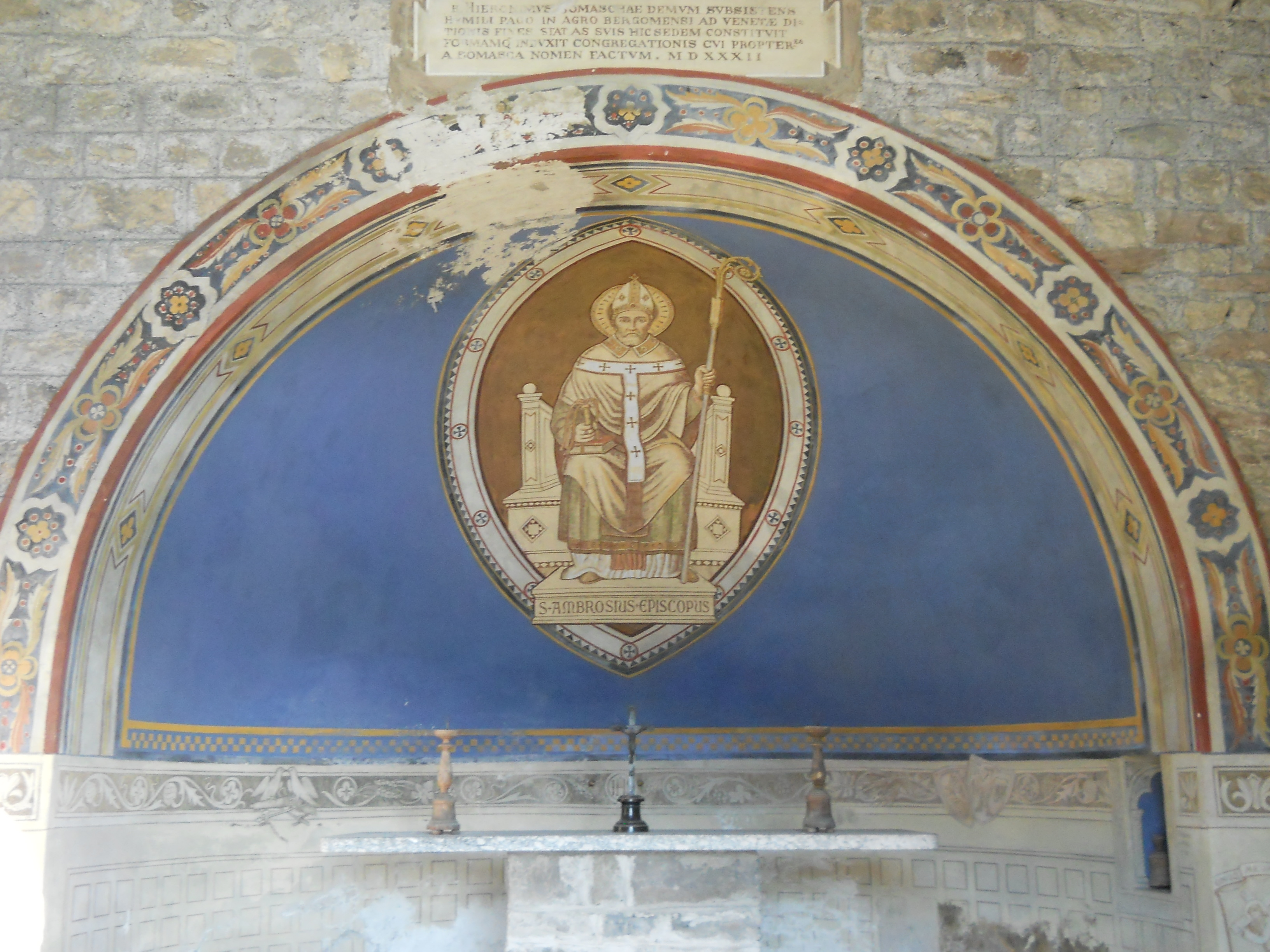
L'affresco absidale della cappella di Sant'Ambrogio risalente al XIX secolo

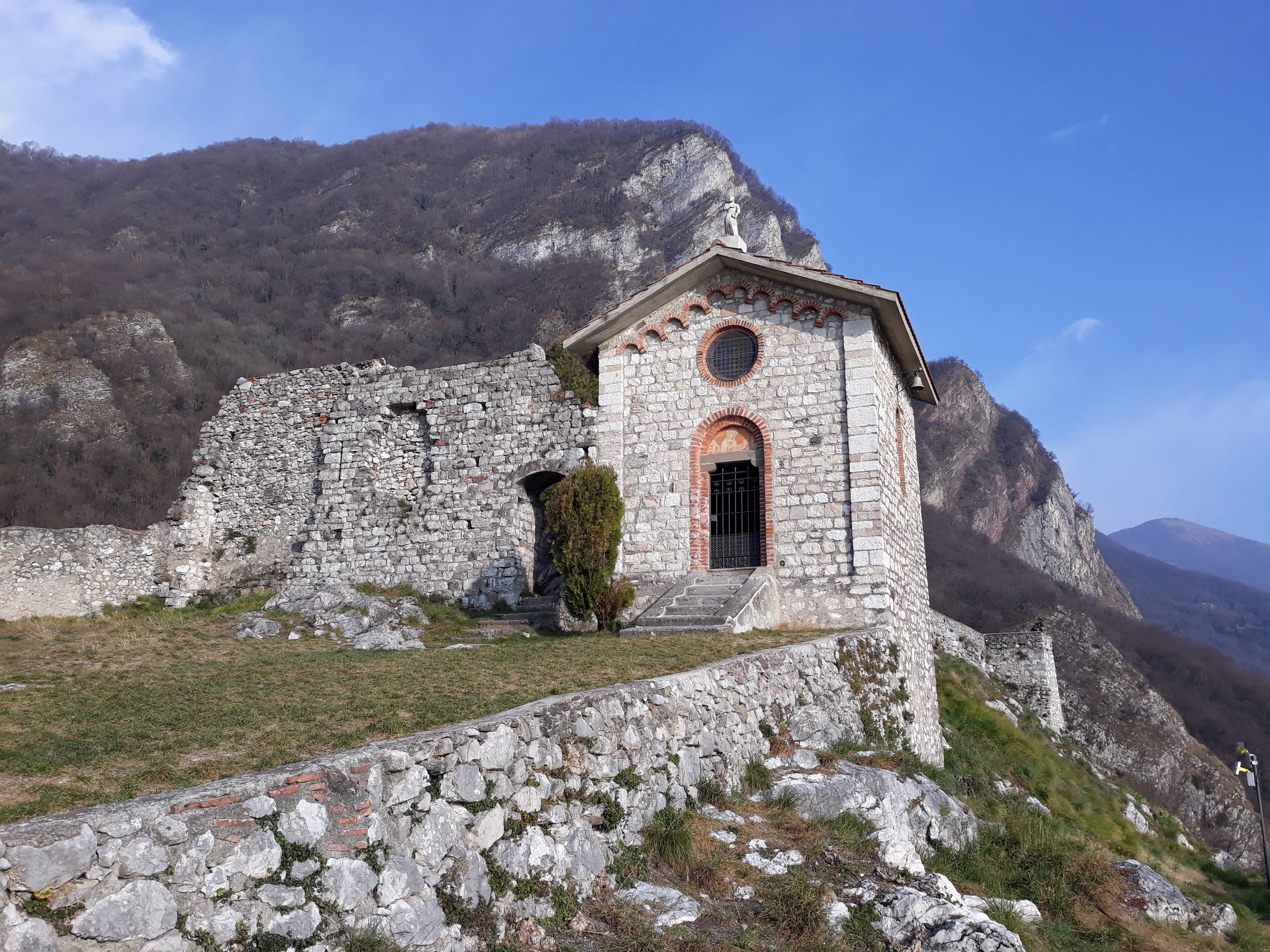
La cappella di Sant'Ambrogio alla facciata del castello

Della piccola cappella a sant'Ambrogio si ha prima notizia scritta nel 1339; probabilmente questo fu anche l'anno di costruzione della cappella che venne eretta per commemorare la vittoria di Azzone Visconti nella battaglia di Parabiago, nella quale secondo la leggenda sarebbe intervenuto a favore di milanesi direttamente sant'Ambrogio. Nel XV secolo le comunità cristiane di Vercurago, Somasca e Chiuso, compivano processioni che salivano fino alla croce vicina alla cappella nella quale veniva celebrata la messa, e riscendevano spesso con un giro ad anello alla rispettiva parrocchia. La cappella rimase in profondo stato di abbandono a causa dell'eccessiva distanza tra il castello e l'abitato di Vercurago ed inoltre questa venne devastata con il castello durante le lotte tra guelfi e ghibellini. Con l'arrivo di san Girolamo Emiliani a Somasca nel 1533 la cappella venne restaurata da lui e dai suoi compagni la pietra recuperata dal forte, così come ricorda un'iscrizione interna e nel 1534 diede avvio alla costruzione di una cisterna per l'acqua al di sotto del pavimento. Anche dopo il passaggio di San Girolamo la cappella venne nuovamente abbandonata e lasciata andare in rovina fin quando nel 1892 furono ritrovate le fondamenta. I lavori di ricostruzione furono portati avanti dall'architetto don Antonio Piccinelli e si conclusero l'8 settembre 1895 con la benedizione da parte di padre Giuseppe Dioniso Pizzotti concessa dal cardinale di Milano Andrea Ferrari. La cappella venne restaurata nuovamente negli anni settanta e oggi viene utilizzata solo per funzioni occasionali.
La cappella è in stile neoromanico e ha una pianta rettangolare che culmina con un'abside. L’ingresso è formato da un arco sormontato da un affresco della madonna, è protetto da una cancellata in ferro e preceduto da sei gradini, oltre che dall'ingresso la facciata è dotata anche da una finestra circolare e da dieci archetti decorativi in mattoni. La muratura in pietra è sovrastata da un tetto a capriata su cui è posizionata una statua in cemento di san Girolamo Emiliani mentre sul lato destro è presente una campana benedetta detta "Ambrogia" e realizzata dalla fonderia Barigozzi di Milano il 9 novembre 1902. L'interno è in pietra a vista e culmina in un'abside ornato da due affreschi dipinti nel 1895 da Antonio Sibella, quello inferiore raffigura sant'Ambrogio in trono mentre quello nella parte superiore san Girolamo Emiliani. Il cartiglio sotto il dipinto di san Girolamo riporta l'iscrizione:
(Antonio Sibella, cartiglio del dipinto di san Girolamo)

#### Torre

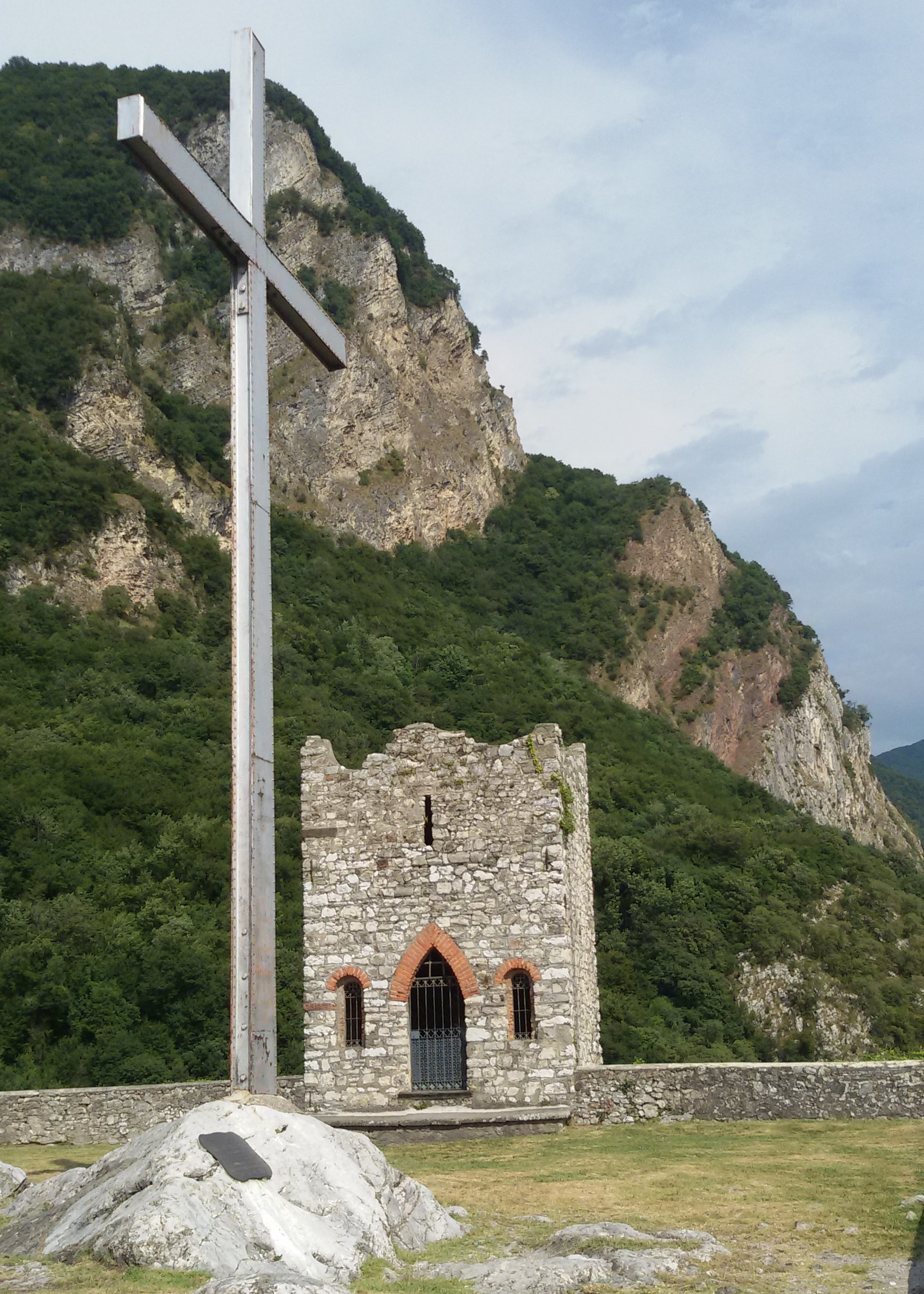
Il crocione e la cappella di San Girolamo nella torre

In seguito alla ristrutturazione del santuario di San Girolamo Emiliani e della cappella di Sant'Ambrogio l'architetto don Antonio Piccinelli decise di ricostruire anche la torre principale del castello. Una volta ritrovate le fondamenta della torre, ormai nascoste dai detriti e dalla vegetazione, il 7 dicembre 1897 con una messa celebrata nella cappella di Sant'Ambrogio si diede inizio ai lavori di ricostruzione. La torre fu innalzata per 8 m con le pietre del luogo e venne resa come parzialmente diroccata secondo lo stile neogotico, la torre fu poi inaugurata dopo circa un anno il 15 dicembre 1898 con una messa analoga a quella di inizio dei lavori.
Il 6 dicembre 1900, grazie a un'offerta lasciata da Felice Bolis e suo figlio Alessandro, i padri somaschi decisero di convertire la torre nell'undicesima delle cappelle del Sacro Monte di Somasca. Si decise allora di rappresentare il miracolo della moltiplicazione dei pani effettuato da san Girolamo Emiliani nell'inverno del 1536 al castello con la creazione di statue in cemento realizzate dallo scultore Eugenio Goglio il 6 dicembre 1901 e dipinte dallo stesso una volta posate nella cappella. La cappella fu poi inaugurata e benedetta con una messa il 16 novembre 1902 da padre Giuseppe Pizzotti.

#### Crocione
Un crocione ligneo era presente su un'altura alla sinistra del castello già nel XV secolo epoca in cui i vercuraghesi salivano con delle processioni per venerarlo. In seguito all'arrivo di san Girolamo Emiliani, nel 1650 i padri somaschi innalzarono un nuovo crocefisso in legno in onore del santo che fu poi ripetutamente sostituito, in particolare nel 1847 venne realizzato di grandi dimensioni e in legno di larice. Probabilmente nel 1889 o nel 1902 grazie all'intervento di padre Michele Rosati fu impiantato il crocione in ferro attuale, poi illuminato da numerose lampadine nel 1949. Il crocione nel 1979 fu dedicato dagli Alpini di Vercurago al cappellano di guerra padre Giovanni Battista Pigato e nel 1987 l'azienda Safilo inserì la nuova illuminazione tramite l'installazione di fari.

## Influenza culturale

### Letteratura

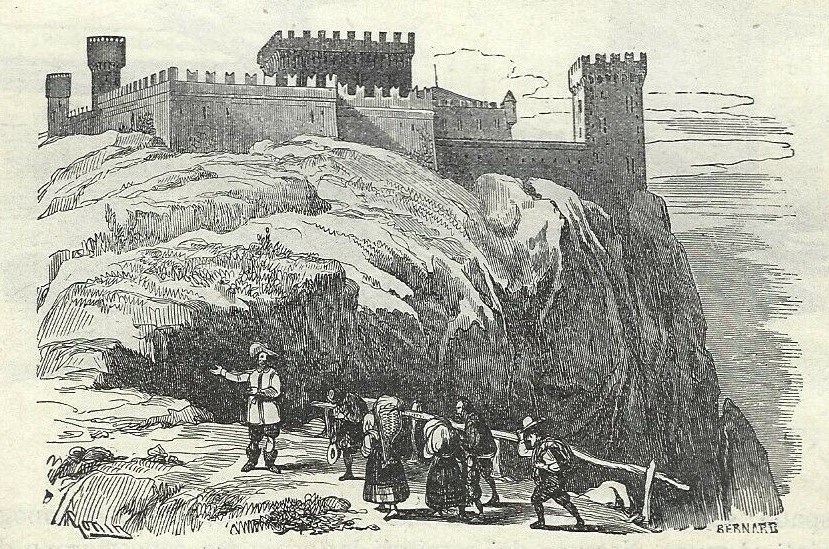
Don Abbondio, Perpetua e Agnese cercano protezione al castello dell'Innominato, Francesco Gonin, I promessi sposi, 1840, capitolo XXIX

Secondo la tradizione popolare Alessandro Manzoni, nel suo romanzo storico I promessi sposi, prese ispirazione dalla rocca di Vercurago per ambientare la residenza dell'Innominato. Questa attribuzione, mai smentita dallo scrittore, risale almeno al 1830, anno in cui fu pubblicata una mappa della città di Lecco in cui si indicano, per prima volta in assoluto, i luoghi manzoniani tra cui «gli avanzi del castello dell'Innominato». La descrizione manzoniana del castello dell'Innominato fornisce secondo critico Ferdinando Ranalli «una confusa e arruffata immagine di quel castello», pertanto nonostante non ci sia diretta corrispondenza tra la descrizione e un castello reale, numerosi elementi di somiglianza permettono di ipotizzare che il Manzoni si sia ispirato proprio alla rocca di Vercurago per l'ambientazione dell'Innominato.

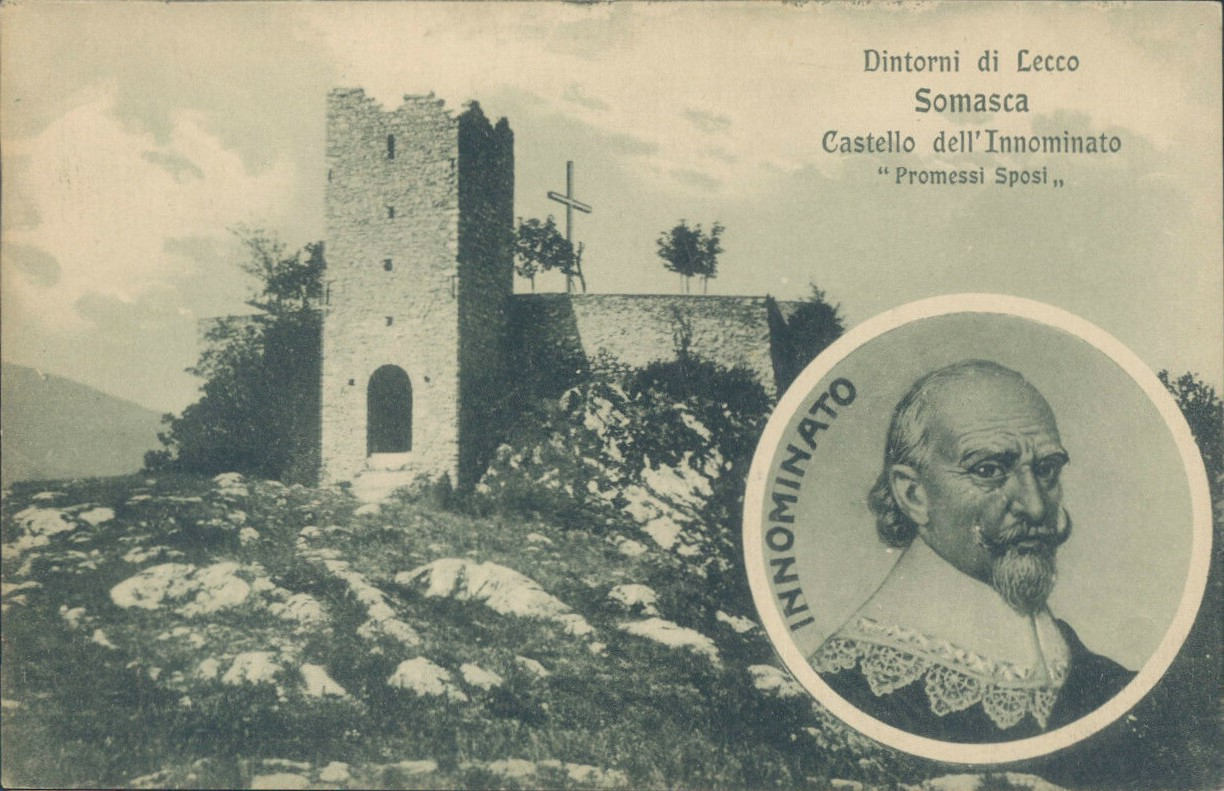
Cartolina del 1915 sull'Innominato

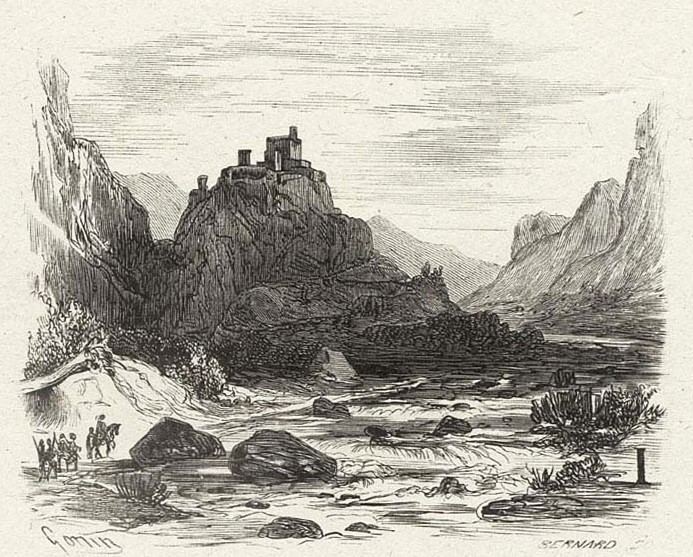
Il castello dell'Innominato, Francesco Gonin, I promessi sposi, 1840, capitolo XX

La vicenda de I promessi sposi si svolge principalmente a Lecco, città in cui il Manzoni passò «gran parte dell'infanzia [...] e le vacanze autunnali della prima giovinezza». Secondo alcuni critici quali Domenico Bulferetti e Claudio Varese, il Manzoni basò l'ambientazione del suo romanzo su alcune sue narrazioni scritte durante gli anni che trascorse nei collegi di Merate e Lugano gestiti dai padri somaschi. In questo periodo infatti al Manzoni fu spesso assegnata la scrittura di temi descrittivi di vedute e paesaggi da lui osservati durante le vacanze autunnali. Nella permanenza al collegio inoltre i padri lo istruirono sulla vita di san Girolamo Emiliani, illustrandone i luoghi e quindi anche Somasca, di cui si trova una descrizione nel XVI capitolo dei Brani inediti dei Promessi Sposi.
Il paesaggio intorno al castello è principalmente descritto all'inizio del XX capitolo del romanzo:
(Alessandro Manzoni, I promessi sposi, pp. 377-378)
Così come «il castello dell'Innominato era a cavaliere a una valle angusta e uggiosa» anche la rocca di Vercurago si trova in posizione dominante rispetto alla valletta dove san Girolamo costruì i ripari per i suoi orfani. Guardando il Tremasasso dal lato opposto dell'Adda questo appare come «un poggio che sporge in fuori da un'aspra giogaia di monti», impressione avuta anche da altri autori precedenti al Manzoni. Per raggiungere la rocca da Chiuso era necessario percorre un «pendìo piuttosto erto, ma uguale e continuato» al fondo del quale si trovava il letto di un ruscello che scorreva in val Busa e segnava il confine tra il Ducato di Milano e la Repubblica di Venezia.

### Esplicative
1. ↑  Un documento di vendita datato 10 ottobre 1467 riporta per l'altura della rocca il nome di Corna Tramassa. Nei documenti del XVII secolo l'altura appare indicata come Tremasasso o meno frequentemente come Corna Piana. Vedi: Dell'Oro, p. 31.
2. ↑   Testo tratto dal Breviarium Romanum, Officia Sanctorum, die XX Julii, lectio V 

(latino)
«Somaschae demum subsistens, in humili pago agri Bergomensis ad Venetæ ditionis fines, sibi ac suis ibi sedem constituit, formamque induxit congregationis, cui propterea a Somascha nomen factum»

(francese)
«Enfin, dans un humble village du territoire de Bergame, à Somasque, sur les limites des possessions vénitiennes, il fonda une résidence pour lui et les siens; il y organisa sa Congrégation qui prit, de ce lieu, le nom de Somasque.»
(Le bréviaire romain propre des saints fascicule 8, p. 18.)

### Bibliografiche
1. 1 2 3 4  Borghi, p. 125.
2. 1 2 3 4 5 6  Borghi, p. 126.
3. 1 2 3 4  Ruffa, p. 12.
4. 1 2 3 4  Ruffa, p. 11.
5. ↑   Museo Archeologico, Lecco (LC), su lombardiabeniculturali.it, Sistema Informativo Regionale dei Beni Culturali (SIRBeC) – Regione Lombardia,  pp. 5-6. URL consultato il 19 settembre 2022 (archiviato il 30 luglio 2018).
6. 1 2  Ruffa, p. 13.
7. ↑  Daccò, p. 39.
8. ↑  Daccò, p. 40.
9. ↑  Daccò, p. 41.
10. 1 2  Borghi, p. 127.
11. 1 2  Daccò, p. 52.
12. 1 2 3 4 5 6  Borghi, p. 128.
13. 1 2 3  Borghi, p. 129.
14. ↑   Val San Martino sec. XIV - 1797, su lombardiabeniculturali.it, Sistema Informativo Regionale dei Beni Culturali (SIRBeC) – Regione Lombardia. URL consultato il 19 settembre 2022.
15. ↑  Nobili, p. 90.
16. ↑   Giuliana Fantoni, Filippo Della Torre, in Dizionario biografico degli italiani, vol. 37, Roma, Istituto dell'Enciclopedia Italiana, 1989.
17. ↑  Daccò, p. 57.
18. ↑   Anna Caso, Guido Della Torre, in Dizionario biografico degli italiani, vol. 37, Roma, Istituto dell'Enciclopedia Italiana, 1989.
19. ↑  Daccò, p. 58.
20. ↑  Borghi, p. 130.
21. 1 2 3 4 5  Borghi, p. 131.
22. ↑  Daccò, p. 59.
23. ↑  Daccò, p. 60.
24. 1 2 3 4  Borghi, p. 132.
25. 1 2  Borghi, p. 133.
26. ↑   Fabio Bonaiti, La valle dei castelli, 2010,  pp. 9-10.
27. ↑   Gio Maironi da Ponte, Dizionario odepórico, o sia storico-politico-naturale della provincia bergamasca, Stamperia Mazzoleni, 1820,  p. 106. URL consultato il 1º agosto 2018 (archiviato il 1º agosto 2018).
28. 1 2 3 4  Rossetto, p. 68.
29. 1 2  Rossetto, p. 69.
30. ↑  Rossetto, p. 70.
31. ↑   STORIA D'UN PAESE DI CONFINE, n. 8.
32. ↑   Vercurago: la Rocca raccontata con un'esposizione permanente, in Lecco Online, 24 ottobre 2017. URL consultato il 5 ottobre 2018 (archiviato il 5 ottobre 2018).
33. ↑   Somasca: a breve nuovi interventi sul complesso di San Gerolamo, su LeccoToday. URL consultato il 31 gennaio 2020 (archiviato il 31 gennaio 2020).
34. ↑  Vanossi, p. 244.
35. 1 2 3  Vanossi, p. 245.
36. 1 2  Vanossi, p. 309.
37. ↑   Linea del tempo Vercurago, su comune.vercurago.lc.it. URL consultato il 7 agosto 2018 (archiviato il 4 marzo 2017).
38. ↑  Pizzotti, cap. Come la Rocca sia stata dopo denominata il Castello.
39. 1 2  Vanossi, p. 242.
40. ↑   Sacro Monte di S. Girolamo: i luoghi santificati dalla sua presenza., su somascos.org. URL consultato il 7 agosto 2018 (archiviato dall'url originale il 19 dicembre 2007).
41. ↑  Vanossi, p. 262.
42. ↑  Vanossi, p. 308.
43. ↑  Tentorio, p. 46.
44. ↑   Lecco: Moja Federico; Viganò Luigi; Lanzani Antonio; Perego Giulio Cesare, su lombardiabeniculturali.it, Sistema Informativo Regionale dei Beni Culturali (SIRBeC) – Regione Lombardia. URL consultato il 27 settembre 2022.
45. ↑  Tentorio, p. 44.
46. ↑  Tentorio, p. 39.
47. 1 2 3  Tentorio, p. 42.
48. ↑  Tentorio, p. 43.